# Wilhelm Stoeltzner
Karl Friedrich Wilhelm Stoeltzner (* 19. Dezember 1872 in Berlin; † 26. Dezember 1954 ebenda) war ein deutscher Ordinarius für Kinderheilkunde der Universitätskinderklinik in Königsberg.

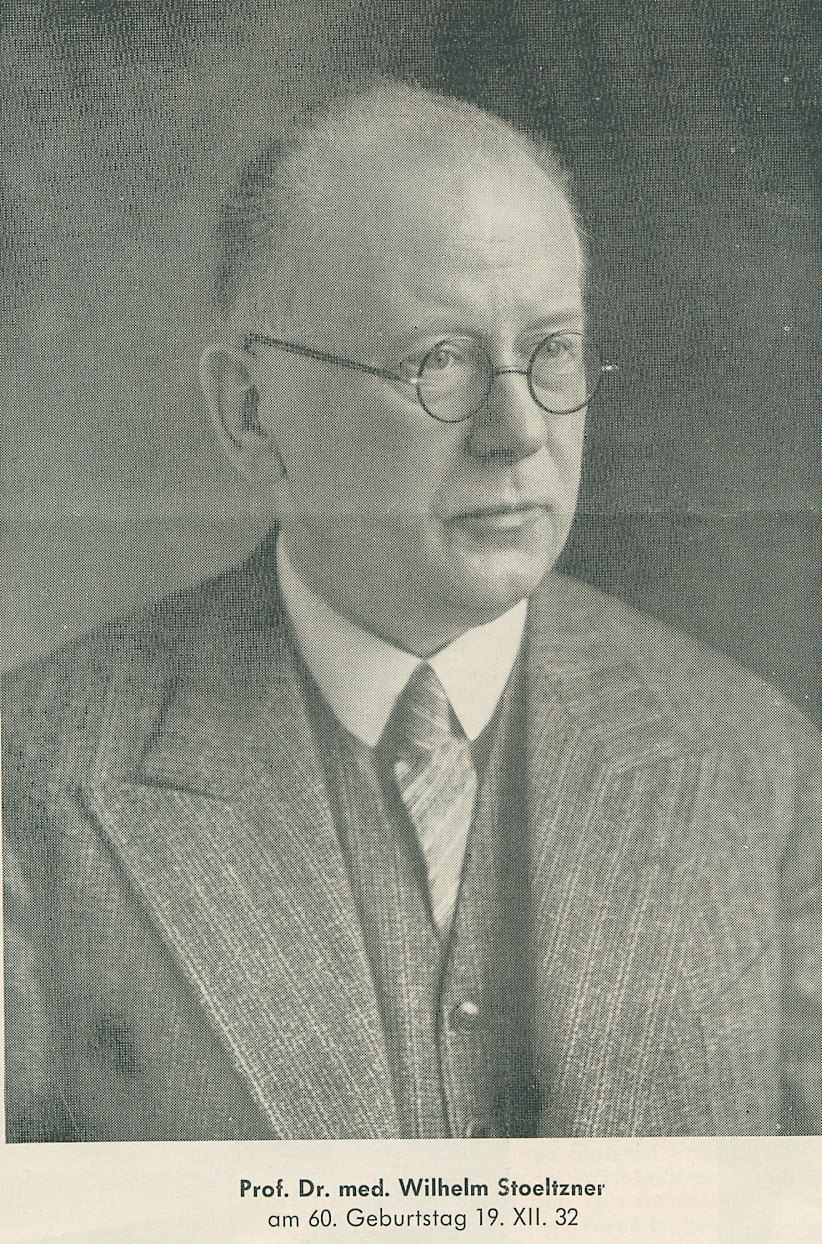

## Leben

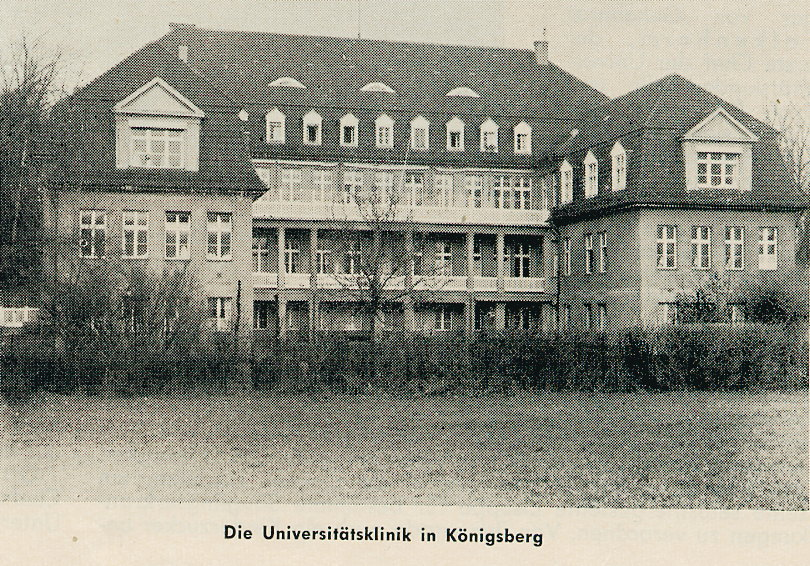
Universitäts-Kinderklinik Königsberg bis zu ihrer Zerstörung 1945

Wilhelm Stoeltzner promovierte 1895 und habilitierte sich 1903 für Kinderheilkunde an der Friedrich-Wilhelms-Universität Berlin. Anschließend wurde er Extraordinarius an der Universität Halle/Saale, woraufhin er 1925 nach Königsberg als Nachfolger von Hugo Falkenheim zum Leiter der Universitätsklinik an der Albertus-Universität Königsberg berufen wurde. Am 12. Mai 1922 (Matrikel-Nr. 3463) wurde er Mitglied der Leopoldina. Mit den Umständen im Nationalsozialismus nicht einverstanden, ließ er sich „pünktlich“ mit 65 Jahren 1937 emeritieren und lebte zurückgezogen in Berlin.

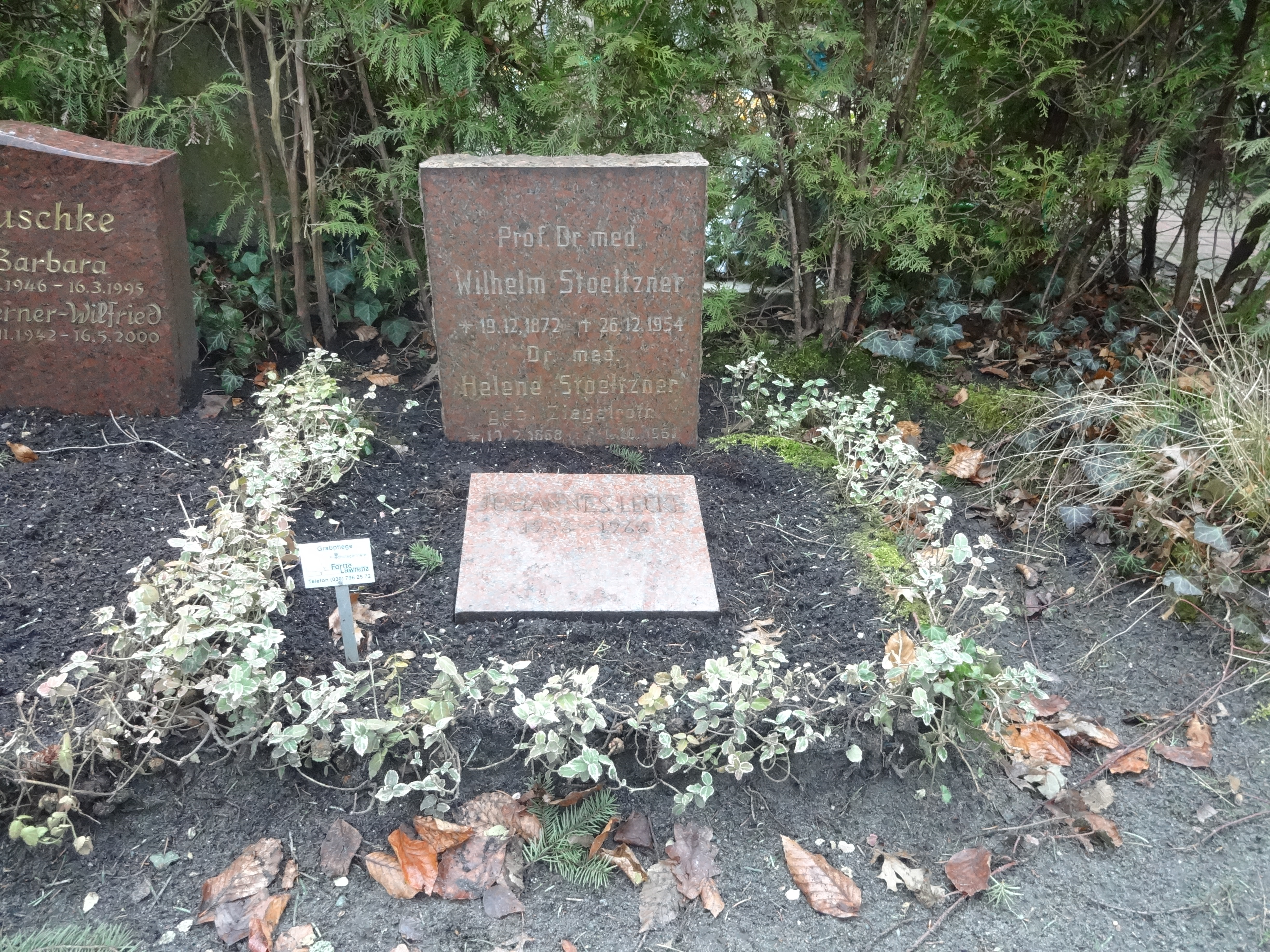
Grabstätte

Nach Kriegsende wurde er 1945 gebeten, den Klinikbetrieb der im Krieg zerstörten Universitätskinderklinik Berlin wiederherzustellen bei Wahrnehmung der Lehrtätigkeit für Kinderheilkunde. Er schuf damit in zwei Jahren die Voraussetzungen für einen geordneten Betrieb an der Humboldt-Universität zu Berlin, bis er sich 1947 endgültig zur Ruhe setzte. In diesem Jahr wurde er auch von der Deutschen Gesellschaft für Kinderheilkunde zum Ehrenmitglied ernannt. Er starb am 26. Dezember 1954 in Berlin. Sein Grab auf dem Friedhof Lichterfelde ist erhalten.

## Werk
Nachdem die Infektionskrankheiten, wie Scharlach und Diphtherie, durch die Impfungen ihren Schrecken verloren hatten, grassierten in den 1920er Jahren die "Säuglingsdyspepsien" (Brechdurchfälle auf Grund von Ernährungsstörungen). Stoeltzner errichtete mit seinem Oberarzt Rau, der aus Wien stammte und viel Erfahrung mitgebracht hatte, eine Frauenmilchsammelstelle ein und dazu ein Abruf- bzw. Meldesystem von Ammen. Weiterhin wurde eine Mütterberatungsstelle am Kinderkrankenhaus eingerichtet. Diese Maßnahmen waren Voraussetzung, die Ernährung von Säuglingen völlig umzustellen: Stoelzner entwickelte ein spezielles „Kinderzucker-Dextrin-Maltosegemisch“ zur Ernährung.
Auch kamen Kinder mit der schrecklichen „Königsberger Haffkrankheit“, über die mehrfach im Verein für wissenschaftliche Heilkunde berichtet wurde, zur Aufnahme. Stoeltzner richtete im Keller seiner Klinik ein spezielles Labor ein, fütterte Katzen und Hunde mit Fischen und – getrennt davon – mit dem Wasser aus dem Frischen Haff und kam zu der Erkenntnis, dass die von den Fischen aufgenommene Zellulose der speziellen Zellulosefabriken am Ufer des Haffs Frisches Haff Urheber der Erkrankung sei. Damit trug er zur Erforschung der Krankheit bei, wenngleich sich seine Thesen als nicht richtig erwiesen (Es handelte sich um eine Viruserkrankung der Fische, wie sie später, unabhängig von Zellulose, in Nordeuropa und Russland vorkam).

## Familie
Wilhelm Stoeltzner war ein Sohn des Lithografen (Ferdinand Eduard) Heinrich Stoeltzner (1846–1930) und dessen Frau Elisabeth Franziska, geb. Stolle. Sein Großvater war der mit ihm gleichnamige Lübecker Maler und Grafiker Wilhelm Stoeltzner (1817–1868). Wilhelm Stoeltzner war seit dem 20. Dezember 1904 verheiratet mit der Ärztin (Dr. med.) Helene, geb. Ziegelroth (geb. 10. Februar 1868 in Warschau; gest. 1. Oktober 1961 in Berlin), Tochter des Kantors Israel Ziegelroth und dessen Frau Rachel, geb. Warsz. Der Opernsänger und spätere praktische Arzt für Biochemie (Dr.) Adolf Abraham Ziegelroth (1873–1951) war sein Schwager. Als jüdischem Arzt war es ihm während des Nationalsozialismus nur gestattet, als Krankenbehandler zu arbeiten.